# Дюнан, Мари-Жюльен
Мари́-Жюлье́н Дюна́н (фр. Marie-Julien Dunand MEP, 23 января 1841 года, Сен-Жан-де-Бельвиль, Франция — 4 августа 1915 года, Чэнду, Китай) — католический прелат, епископ, апостольский викарий Северо-Западного Сычуаня с 21 августа 1893 года по 4 августа 1915 год, миссионер, член миссионерской организации «Парижское общество заграничных миссий».

## Биография
30 июня 1895 года был рукоположён в священника. 18 июня 1868 года вступил в миссионерскую организацию «Парижское общество заграничных миссий», после чего его отправили на миссию в Китай.
21 августа 1893 года Римский папа Лев XIII назначил Мари-Жюльена Дюнана апостольским викарием Северо-Западного Сычуаня и титулярным епископом Калои. 26 ноября 1893 года состоялось рукоположение Мари-Жюльена Дюнана в епископа, которое совершил апостольский викарий Южного Сычуаня и титулярный епископ Херсонеса Критского Марк Шатаньон.
Скончался 20 декабря 1948 года в Чэнду.